# Gold Diggers (film fra 1933)
Gold Diggers (originaltitel Gold Diggers of 1933) er en amerikansk Musicalfilm fra 1933, instrueret af Mervyn LeRoy med sange af Harry Warren (musik) og Al Dubin (tekst), iscenesat og koreograferet af Busby Berkeley.
Filmen har Warren William, Joan Blondell, Aline MacMahon, Ruby Keeler og Dick Powell i hovedrollerne.
Historien er baseret op skuespillet The Gold Diggers af Avery Hopwood, som spillede 282 gange på Broadway i 1919 og 1920.. Skuespillet blev lavet om til en stumfilm i 1929 af David Belasco, som var producer på broadway-skuespillet. Stumfilmen hed Den lette Garde og havde Hope Hampton og Wyndham Standing i hovedrollerne.
Den første talefilmsversion af skuespillet var Guldgraverne fra Broadway, der var instrueret af Roy Del Ruth og havde Nancy Welford og Conway Tearle i hovedrollerne.
Manuskriptet til Gold Diggers blev skrevet af James Seymour og Erwin S. Gelsey med yderligere dialog af Ben Markson og David Boehm.
Gold Diggers var en af de mest indtjenende film fra 1933.
Nathan Levinson blev nomineret til en Oscar for bedste lydoptagelse for sit arbejde på filmen.
I 2003 blev filmen valgt til bevarelse i National Film Registry af Library of Congress for at være "kulturel, historisk eller æstetisk signifikant.